# Jean-Christophe Bahebeck
Jean-Christophe Bahebeck, född 1 maj 1993, är en fransk fotbollsspelare som spelar för Utrecht.

## Karriär
Säsongen 2017/2018 lånades Bahebeck ut till Utrecht. Den 31 augusti 2018 värvades han av Utrecht.